# Ghiaccio (film)
Ghiaccio è un film italiano del 2022 scritto e diretto da Fabrizio Moro e Alessio De Leonardis.

## Trama
Roma, 1999. Giorgio è una giovane promessa della boxe che vive insieme alla madre in periferia e sogna di diventare un campione. Il padre è morto due anni prima per omicidio e ha lasciato al figlio una pesante eredità: un debito con la malavita locale che non permette al ragazzo di vivere liberamente la sua vita.
Ma ad aiutarlo e a credere in lui c'è Massimo, un ex pugile che ha riposto in Giorgio la speranza in un futuro che lui non è mai riuscito ad ottenere. È proprio grazie al sostegno di Massimo che Giorgio riesce ad entrare nel mondo del pugilato professionistico per cercare il riscatto dal lascito di suo padre. Fare i conti con le regole della criminalità, però, non sarà semplice. 

## Produzione
Il film è stato girato a Roma nel quartiere periferico del Quarticciolo, tra gennaio e febbraio 2021 per un totale di cinque settimane di lavorazione. Protagonisti di set minori sono stati anche i quartieri di Tor Tre Teste, Casal Bruciato, San Lorenzo, Trastevere, il mercato di Testaccio, alcuni locali dismessi dell'Ospedale Forlanini e il lido di Fregene. Alcune riprese si sono svolte, infine, anche all'interno del Pala Atlantico dell'Eur e dello Stadio Olimpico.
La preparazione fisica e atletica dei due attori protagonisti è durata diverse settimane ed è stata curata dal pugile italiano, campione del mondo dei pesi medi, Giovanni De Carolis, che nel film ha poi interpretato il ruolo dell'arbitro del match di pugilato disputato da Giorgio contro Lo Zingaro, interpretato dal pugile Mirko Valentino, anch'egli campione italiano plurimedagliato. Il progetto ha visto il sostegno della Federazione Pugilistica Italiana e del CONI.
Il film è prodotto da La Casa Rossa con Tenderstories, in associazione con l'Università telematica San Raffaele di Roma, in collaborazione con Sky e RTI.

## Promozione
Il poster e il trailer del film sono stati diffusi il 17 gennaio 2022.

## Distribuzione
Il film è stato proiettato nelle sale cinematografiche italiane come evento speciale dal 7 al 9 febbraio 2022, distribuito da Vision Distribution.

## Accoglienza

### Pubblico
Nella prima giornata di distribuzione nelle sale cinematografiche il film ha riscosso un buon successo, debuttando in testa al box office e incassando oltre 29 000 €. Nelle tre giornate di proiezione, la pellicola ha incassato complessivamente oltre 108 000 €, con oltre 14 000 spettatori complessivi.

### Critica
Giancarlo Zappoli di MYmovies.it assegna 3 stelle su 5 al film affermando: "Il film riesce a raccontare, collocandolo in un passato recente ma anche in qualche misura ormai lontano, le vite di chi cerca una propria strada in un ambiente che sembrerebbe voler impedire questa ricerca facendo riaffiorare la negatività".

## Colonna sonora
La colonna sonora è stata scritta e composta da Fabrizio Moro, insieme al suo tastierista Claudio Junior Bielli. Il brano che accompagna i titoli di coda è Sei tu, portato in gara al Festival di Sanremo 2022.

## Riconoscimenti
- 2022 - Bari International Film Festival
  - Premio Vittorio Gassman a Vinicio Marchioni come miglior attore protagonista
- 2022 - Globo d'oro
  - Candidatura a Miglior film a Fabrizio Moro e Alessio De Leonardis
- 2022 - Nastro d'argento
  - Candidatura a Migliore canzone originale (Sei tu) a Fabrizio Moro
- 2022 - Ciak d'oro[6][7]
  - Premio Migliore esordio alla regia a Fabrizio Moro e Alessio De Leonardis
  - Premio Migliore canzone originale (Sei tu) a Fabrizio Moro
- 2022 - Premio Giuliano Gemma & FPI Awards
  - Premio Giuliano Gemma a Mirko Valentino come miglior attore non protagonista
  - Premio Giuliano Gemma al miglior film sullo sport a Fabrizio Moro e Alessio De Leonardis
- 2022 - Tulipani di Seta Nera - Festival Internazionale del Film Corto
  - Premio Sorriso diverso - Menzione speciale

- 2022 - Ischia Film Festival
  - Premio Ischia Award for the Enviroment alla produttrice Francesca Verdini

- 2022 - Roseto opera prima
  - Premio Miglior regista esordiente a Fabrizio Moro e Alessio De Leonardis

- 2022 - Trailers FilmFest
  - Candidatura a Film Rivelazione
- 2022 - Festival du Film Italien d'Ajaccio
  - Premio del pubblico
- 2022 - Premio Caligari
  - Candidatura a Miglior film di genere dell'anno
- 2022 - Fabrique du Cinema Awards
  - Premio Miglior colonna sonora (Sei tu) a Fabrizio Moro
  - Candidatura a Miglior attore protagonista a Giacomo Ferrara
- 2023 - CDCinema 
  - Premio Miglior opera prima e seconda